# Pseudoclodia guttata
Pseudoclodia guttata là một loài bọ cánh cứng trong họ Cerambycidae.